# Санта-Бриджида
Санта-Бриджида (італ. Santa Brigida) — муніципалітет в Італії, у регіоні Ломбардія,  провінція Бергамо.
Санта-Бриджида розташована на відстані близько 510 км на північний захід від Рима, 70 км на північний схід від Мілана, 33 км на північ від Бергамо.
Населення — 557 осіб (2014).
Щорічний фестиваль відбувається 1 лютого. Покровитель — Santa Brigida d'Irlanda.

## Демографія
Населення за роками:

Станом на 1 січня 2023 року в муніципалітеті офіційно проживало 5 іноземців з 4 країн, серед них 1 громадянин країн Євросоюзу та 1 громадянин України.

## Сусідні муніципалітети
- Аверара
- Кассільйо
- Кузіо
- Джерола-Альта
- Ольмо-аль-Брембо